# Michaela Zrůstová
Michaela Zrůstová, coniugata Stejskalová (Tábor, 4 aprile 1987), è una cestista ceca.

## Carriera
Con la Rep. Ceca ha disputato i Giochi olimpici di Londra 2012 e i Campionati mondiali del 2014.